# Narrenzunft Seegockel
Die Narrenzunft Seegockel (kurz: NZ Seegockel) aus Friedrichshafen am Bodensee ist eine Narrenzunft der Schwäbisch-alemannische Fastnacht, die zum Alemannischen Narrenring gehört. Sie ist neben dem Elferrat, der Bürgergarde und dem Fanfarenzug Graf Zeppelin ein Teil des Vereins zur Pflege des Volkstums Friedrichshafen und dort zuständig für die Planung der Straßenfasnet und der Brauchtumsveranstaltungen. Sie ist der größte Narrenverein der Fasnet in Friedrichshafen. Ihr Narrenruf lautet „Gockelores“ und die Antwort darauf „Kikeriki“.

## Geschichte
Der Narrenverein „Bachfischer“, der zum Stadtteil Fischbach gehörte, ist der älteste bekannte Narrenverein Friedrichshafens. Im Jahr 1863 organisierte er zusammen mit zwei anderen Vereinen den ersten großen Umzug durch verschiedene Stadtteile. Diese und weitere Fasnetstraditionen setzten sich bis zu den Weltkriegen fort, dann jedoch mussten sich die Vereine auflösen. Erst nach dem Zweiten Weltkrieg kam es am 5. März 1949 zur Neugründung des Vereins, der den Seegockel als Wappentier wählte. Die erste Larve war jedoch die Buchhorn-Hexe. 1951 entwickelte Max Mayer eine Maske für den Seegockel, 1953 kamen drei weitere Gestalten hinzu. Die Umbenennung des Vereins 1956 in „Verein zur Pflege des Volkstums Friedrichshafen e.V“ erfolgte, da er sich neben der Fasnet anderen Aufgaben und Traditionen wie dem Funkenfeuer widmete. Die Narrenzunft war nun einer seiner Teilbereiche. 1962 wurde die Fischbacher Fischerfigur unter dem Namen Bächlesfischer wieder ins Leben gerufen. Da die Gründung des Alemannischen Narrenrings im Jahr 1968 im Wesentlichen von der Initiative des Friedrichshafener Narrenvereins ausging, wurde der dort ansässige Gerd Herrigel zum ersten Präsidenten gewählt. Die vorläufig letzte Maskengruppe, der Seegrendl, entstand 1976. In der Folgezeit setzte der Verein seine Schwerpunkte vor allem in der Jugendarbeit und schuf so das Vereinsheim Gockelwerkstatt. 2004 zählte er knapp 1700 Mitglieder, darunter 400 Jugendliche.

## Figuren
Seit 1976 gehören sieben verschiedene Maskengruppen zur Narrenzunft, die hier im Einzelnen aufgelistet und beschrieben werden.

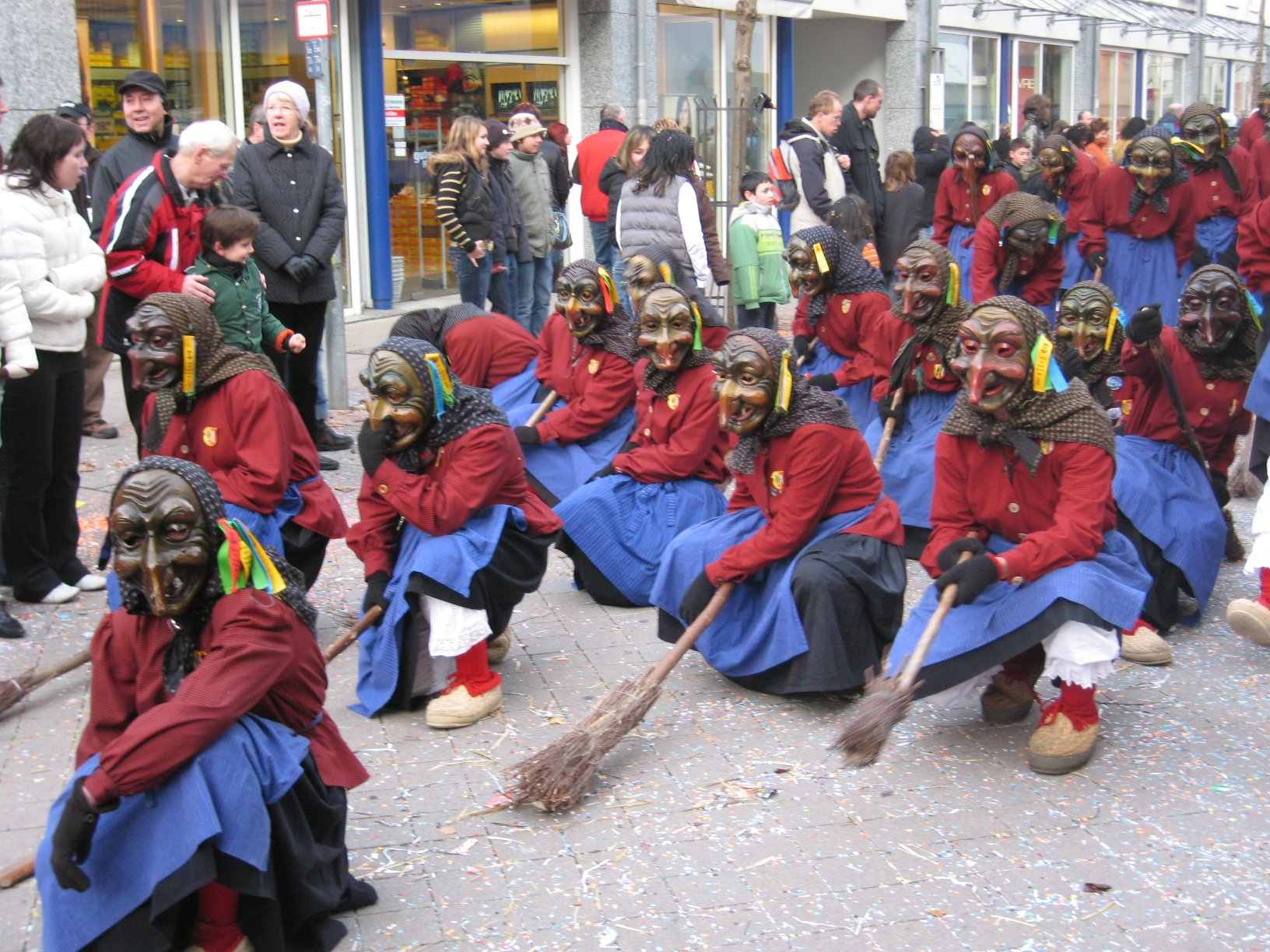
Buchhorn-Hexen

### Buchhorn-Hexe
Die Figur der Buchhornhexe, die erste der Nachkriegszeit, wurde 1949 von Josef Feuerstein entworfen. Sie trägt einen schwarzen Rock, eine schwarz-rot karierte Bluse mit Holzknöpfen, eine mittelblaue Schürze, weiße Spitzenhosen, rote Strümpfe und Strohschuhe sowie schwarze Handschuhe. Ihr Kopf wird von einem schwarzgeblümelten Tuch bedeckt. Ihr wichtigstes Utensil ist ein Reisigbesen mit ungeschältem Stiel. Ihr Ruf lautet seit 1953 „Buch - Horn“. Vor den Hexen läuft bei jedem Umzug der Hexenbüttel. Weiterhin existiert mit den Junghexen eine ausgeprägte Jugendarbeit.

### Bächlesfischer
Die Figur des Bächlesfischers, die mit dem Stadtteil Fischbach verbunden ist, wurde nach dem Zweiten Weltkrieg erstmals 1962 wieder zur Schau gestellt. Sie wurde wie folgt beschrieben:
Bestend aus Stoffbluse und Hose in unterschiedlichen Farben, bemaltes Lederwams, Lederstulpen für die Arme, Lederstiefel und Südwester. Zusätzlich trägt jeder Bächlesfischer eine Angel mit allerlei “Kleingetier” bei sich.
Kurz darauf traten die Bächlesfischer als sechste Figur in die Narrenzunft Seegockel ein. Zum zehnjährigen Jubiläum zählte diese Gruppe 70 Mitglieder. Ihr Ruf lautet „Fischbach - A-Hoi“.

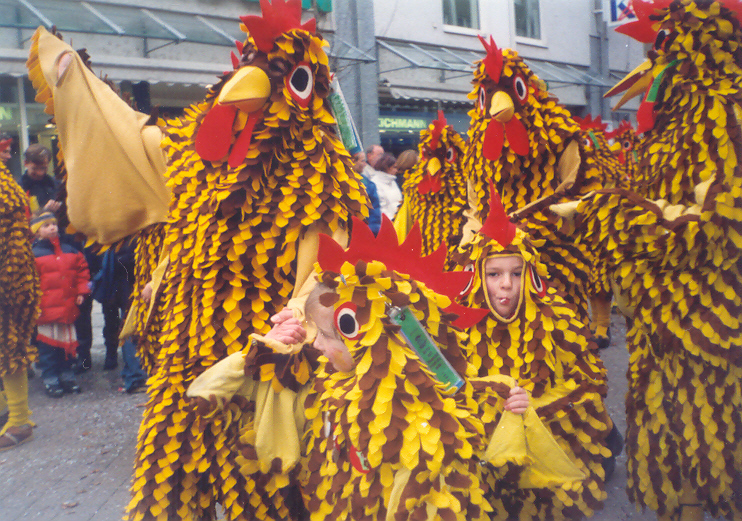
Seegockel

### Seegockel
Das Kostüm des Seegockels besteht aus rund 4000 braunen und gelben Filzblättchen. Er trägt eine Stoffmaske mit Hahnenkamm, Schnabel und Kollerlappen. Dieses Aussehen wurde 1951 von Max Mayer entworfen und im selben Jahr noch in die ersten Exemplare umgesetzt. Außerdem existieren drei Sonderfiguren: Der Gockelmetzger, der Fähnrich und der Gockelnarr. Der Ruf der Figur, die dem Verein seinen Namen gibt, lautet „Gockelores - Kikeriki“.

### Pauliner Kuckuck
Der Pauliner Kuckuck wurde von Fritz-Josef Dudenhöffer 1954 entworfen und gehörte zunächst einer eigenen Narrenzunft an. Vier Jahre später schlossen sie sich der NZ Seegockel an. Daraufhin wurden einige Umgestaltungen an den Masken vorgenommen. Die zweite Maske, der Pauliner spielte schon anfangs eine unbedeutende Rolle und verschwand 1965 aufgrund von sinkenden Mitgliederzahlen. Das Häs trägt eines von sieben handbemalten Vogelbildern. Der Kuckuck trägt eine Holzmaske mit zwei gestimmten Schellen, weitere gestimmte Schellen, die an einem Lederband befestigt sind, trägt der Kuckuck an beiden Armen und Beinen. Somit kann er einfache Lieder durch Schütteln der entsprechenden Schellen spielen. Eines der bekanntesten ist das Kinderlied: „Kuckuck, Kuckuck rufts aus dem Wald“.

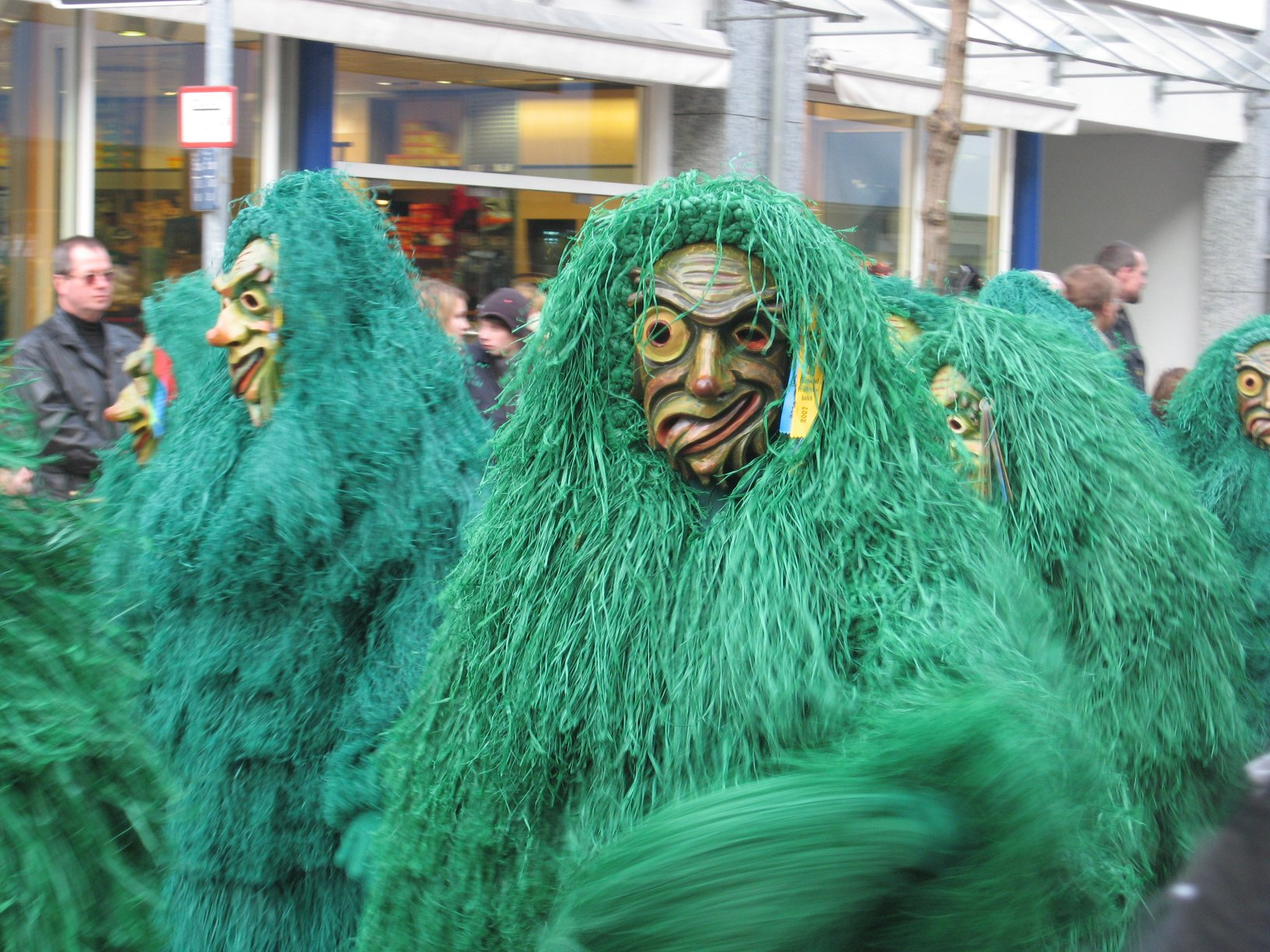
Seewaldkobolde

### Seewaldkobold
Der Seewaldkobold ist nach dem im Osten Friedrichshafens gelegenen Wald benannt. Um dieses Waldbild darzustellen, trägt diese Figur einen grünen Leinenstoff, auf dem ebenfalls grüner Bast aufgenäht ist. Ihre Maske ist braun-grün bemalt und ähnelt einer Wurzel. Zusätzlich trägt der Kobold einen Stock mit einer Astgabel bei sich. Gemeinsam mit den Hafennarren wurden die Seewaldkobolde, die ursprünglich Seefaun heißen sollten, auf dem Bürgerball 1954 vorgestellt.

### Seegrendl
Der Seegrendl, der zu den Dämonen gezählt wird, ist die Figur der jüngsten Narrengruppe des NZ Seegockel. Sie wurde 1976 gegründet. Für die äußerliche Gestaltung, die durch die gelbe Bluse und das schwarze Fell geprägt ist, war Joachim Fach verantwortlich. Weiterhin sind der kurze Umhang, die roten aufgemalten Flammen und die rasselnde Kette auffällig. An der Holzmaske sind fünf Hörner und zwei spitze Ohren zu sehen.

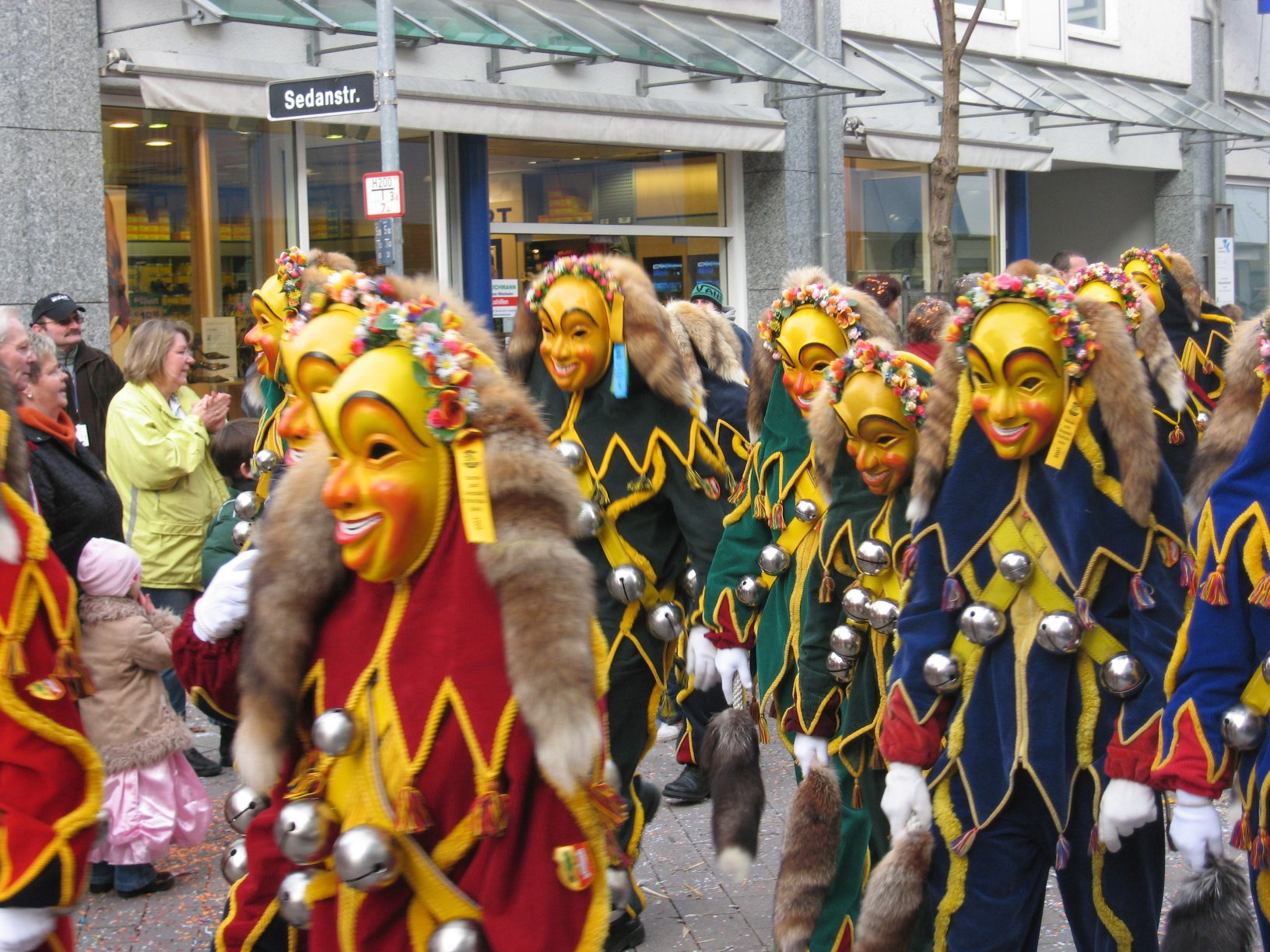
Hafennarren

Maske des Hafennarren

### Hafennarr
Die freundliche Figur des Hafennarrs symbolisiert mit seinem Blumenkranz den Frühling. Die Hafennarren wurden im Jahre 1953 durch Caspar Dreher und Otto Böck, Martin Fränkel, Karl Apfel und Bildhauer Ziegler gegründet. Ein besonderes Erkennungsmerkmal sind die drei Fuchsschwänze am Gewand, das blau, rot, grün oder violett gefärbt ist, sowie einer, den der Narr in der Hand hält. Außerdem trägt er zwei Schellenriemen, die über der Brust gekreuzt sind. Mit seinem Gschell läutet er je nach Gangart den Frühling ein oder treibt den Winter aus.
Der Hafennarr zählt neben dem Pauliner Kuckuck und dem Seegockel innerhalb der Narrenzunft Seegockel zu den Frühlingsmasken, den hellen, frohen und fröhlichen Gestalten der Fasnet.
Weiterhin existieren drei verschiedene Maskenarten, die sich jedoch nur in Details unterscheiden: Die Ziegler-, die Hasenmaile- und die Riegel-Maske. Der Initiator dieser Narrengruppe war Martin Fränkel. Aktuell besteht die Gruppe aus ca. 200 Mitgliedern.